# Louis-Auguste-Augustin d'Affry
Louis-Auguste-Augustin d'Affry (Versailles, 28 febbraio 1713 – Saint-Barthélemy, 10 giugno 1793) è stato un maresciallo di campo svizzero dei re di Francia Luigi XV e Luigi XVI.

## Biografia
Figlio del tenente generale François d'Affry (1667-1734) e della contessa Marie de Diesbach-Steinbrugg, entrato nel 1725 come cadetto nella guardia svizzera (si trattava delle guardie svizzere in Francia, le Gardes suisses che combattevano in tempo di guerra al fianco del re), combatté durante la battaglia di Guastalla (19 settembre 1734 che vide la Francia e lo Stato del Piemonte contro gli Austriaci) dove perse il padre.
La sua carriera militare iniziò nel 1744 quando venne promosso al grado di brigadiere. Sposò la baronessa Marie- Élisabeth d'Alt. Comandante dei reggimenti svizzeri che avevano il compito di difendere Luigi XVI, nel corso dell'assalto alle Tuileries del 9 e 10 agosto 1792, evitò di prendere misure troppo dure che potessero dar luogo a eccessi, ma nonostante ciò incorse lo stesso nelle ire popolari. Allontanato dall'esercito, morì nel suo castello nel Canton Vaud.
Fra le altre cariche svolte in vita quella di ambasciatore di Luigi XV, si recò rappresentandolo nei Paesi Bassi durante gli anni 1755 - 1762. Alla fine della sua carriera decise di ritirarsi in Svizzera nel suo castello di Saint Barthelemy, rimase in quel luogo fino alla sua morte, avvenuta nel 1793.
Massone, fu membro della Loggia di Parigi "La Société olympique" nel 1786.
Suo figlio è stato il generale e magistrato svizzero Louis Auguste Philippe Frédéric François d'Affry.

## Onorificenze
- Gran Croce dell'Ordine di San Luigi, 1779
- Cavaliere dell'Ordine dello Spirito Santo, (1784), l'unico svizzero nella storia ad avere assunto tale titolo.[4]